# بادي هال
بادي هال (بالإنجليزية: Buddy Hall)‏ هو لاعب بلياردو الجيب ‏ أمريكي، ولد في 29 مايو 1945.
وُلِد بادي "رامي البندقية" هال في متروبوليس، إلينوي. يعيش في سيفنر، فلوريدا مع زوجته شيري، ولديهما ثمانية أطفال. يتميز بادي بأسلوبه السريع والمباشر. تم تكريمه كأفضل لاعب في العام عدة مرات، وهو بطل "تحدي الأبطال". فاز ببطولة  "شوترز 9 - بول" في عام 1998، ثم حقق الفوز في بطولة "الولايات المتحدة المفتوحة"، وحصل على المركزين الأول والثاني في أحداث "أساطير الواحد - جيوب". يمتلك رامي البندقية أكثر من سبعين لقبًا أمريكيًا، وهو مرتين أفضل لاعب في العام، وبطل "الولايات المتحدة المفتوحة" مرتين. 
تم إدخاله إلى قاعة مشاهير BCA في عام 2000، ولا يزال يشكل تهديدًا لمنافسيه. حاليًا، يعمل بادي على غرفة البلياردو الجديدة الخاصة به في تامبا، والتي تُدعى "كوكب 9-بول"، وهو أيضًا معلق ومركز في برنامج "من الخرق إلى رامي البندقية".